# Armi (Siria)
Armi è stata un'importante città-regno dell'età del bronzo situata nell'odierna Siria.

## Storia

### Identificazione
Informazioni su Armi provengono dalle tavolette dell'archivio di Ebla. È stata identificata con Aleppo e con Tall Bazi (dal moderno Tall Banat), una cittadella sulle rive dell'Eufrate, 60 km a sud di Jarabulus.

### Relazioni con Ebla
Armi è la città più spesso apparsa nei testi di Ebla. Era un regno vassallo di Ebla stessa, ebbe i suoi re e funse da centro di commercio e intermediario commerciale sempre per Ebla.Giovanni Pettinato descrive Armi come alter ego di Ebla. Tuttavia, i rapporti tra le due città sono complicati, e non sono sempre stati pacifici: i testi di Ebla menzionano sì gli scambi di regali tra i due re, ma anche delle guerre tra i due regni.
I rapporti tra i due regni sono ambigui, come svelato sui lavori in corso sulle tavolette di Ebla.
Molti mercanti eblani erano attivi ad Armi, e viceversa, ma nonostante gli scambi commerciali intensi, sembra che i rapporti si siano deteriorati durante il regno dell'eblano Isar-Damu, successore di Irkab-Damu, il cui potente visir Ebrium Ebrium mosse guerra contro Armi nel suo nono anno come visir. I testi menzionano che la battaglia avvenne vicino a una cittadina di nome Batin (che potrebbe trovarsi a nordest di Aleppo), e che un messaggero fosse arrivato ad Ebla con le notizie della sconfitta di Armi.
Ibbi-Sipish, figlio e successore di Ebrium, condusse una campagna militare nel suo terzo anno contro la città di Bagara. Lo scriba descrivente la campagna cita una spedizione militare contro Armi mentre parla della campagna contro Bagara, il che indica che Bagara appartenne forse al dominio di Armi.
Ibbi-Sipish condusse altre azioni militari contro Armi, e molti altri suoi testi menzionano le sue campagne contro il regno. Per esempio, egli ricevette tessuti di lino per una di queste campagne.
I rapporti tra Ebla e Armi non erano meno complicati dei rapporti tra Ebla e Mari. I testi eblani menzionano due matrimoni interdinastici con il figlio del re di Nagar e quello di Kish, ma malgrado i rapporti vicinissimi tra Ebla e Armi non è mai stato attestato un matrimonio interdinastico.
Durante i suoi ultimi anni, Ebla (alleata con Nagar e Kish) condusse una grande spedizione militare contro Armi e la occupò. Enzi-Malik, figlio di Ibbi-Sipish, prese residenza ad Armi stessa.

### Caduta
Armi non fu menzionata dopo la distruzione di Ebla, su cui sono state proposte molte teorie. Lo storico Michael C. Astour crede che la distruzione di Ebla e Armi fosse avvenuta nel 2290 a.C. circa durante il regno di Lugalzagesi di Sumer, il cui regno coincise con i primi anni di Sargon di Akkad.
Il re Naram-Sin di Akkad menziona che conquistò Armanum e Ib-la e catturò il re di Armanum, Rid-Adad. Le similitudini tra i nomi portano lo storico Wayne Horowitz a identificare Armanum con Armi. Se Armi fosse effettivamente Armanum menzionata da Naram-Sin, allora l'evento si sarebbe svolto nel 2240 a.C. circa. In ogni caso, è chiaro che l'intera Siria del nord, incluse Ebla e Armi, erano state soggiogate dagli accadi durante il regno di Naram-Sin.

### Armanum e Armi
Naram-Sin ci ha dato una grande descrizione del suo assedio di Armanum, la distruzione delle sue mura, e la cattura del suo re Rid-Adad. Astour ritiene che l'Armanum menzionata nelle iscrizioni di Naram-Sin non fosse la stessa città eblaita di Armi, in quanto Naram-Sin rende chiaro che l'Ebla che saccheggiò (2240 a.C. circa) era una città di confine nella terra di Arman, mentre l'Armi nelle tavolette di Ebla era vassalla di Ebla stessa e (secondo Astour), l'Ebla siriana sarebbe stata incendiata il 2290 a.C. (in base alla mappa politica data dalle tavolette di Ebla) molto prima del regno di Naram-Sin.